# Paul Casimir Marcinkus
Paul Casimir Marcinkus (15. ledna 1922 Cicero, Illinois – 20. února 2006 Sun City, Arizona) byl katolický arcibiskup a ředitel Vatikánské banky mezi lety 1971 a 1989.

## Vyznamenání
- komtur Řádu prince Jindřicha – Portugalsko, 31. srpna 1967[1]
- velkokříž Řádu prince Jindřicha – Portugalsko, 2. září 1983[1]